# Baldur's Gate III
Baldur's Gate III é um jogo eletrônico de RPG desenvolvido e publicado pela Larian Studios. É o terceiro jogo principal da série Baldur's Gate, que é baseada no sistema de RPG de mesa Dungeons & Dragons, dentro do cenário de Forgotten Realms. Parte do jogo foi lançada em acesso antecipado para Windows, macOS e Stadia em 6 de outubro de 2020. O jogo permaneceu em acesso antecipado até seu lançamento completo para Windows em 3 de agosto de 2023. Versões para PlayStation 5 e macOS foram lançadas em 6 de setembro de 2023 e para Xbox Series X/S em 8 de dezembro de 2023.
Baldur's Gate III foi aclamado pela crítica, com elogios à jogabilidade, à narrativa, à quantidade de conteúdo e às possibilidades de escolha do jogador.

## Jogabilidade
Baldur's Gate III é um jogo eletrônico de RPG com elementos para um jogador e multijogador. Jogadores podem criar um ou mais personagens e formar um grupo ao lado de uma variedade de personagens já criados para explorar o enredo do jogo. Além disso, jogadores podem escolher um de seus personagens para se juntar a outros jogadores online e formar um grupo. O combate do jogo é baseado por turnos, bem como Divinity: Original Sin e Divinity: Original Sin II, também desenvolvidos pela Larian Studios. Suas regras seguem a quinta edição de Dungeons & Dragons.

## Enredo
O jogo se passa mais de 120 anos depois dos eventos de Baldur's Gate II: Shadows of Amn e meses depois dos eventos de Baldur's Gate: Descent into Avernus. Ele inclui um enredo com ramificações onde os elementos principais da história são mantidos independentemente das escolhas do jogador, mas com variação considerável quanto a seus detalhes, em especial em relação às diversas missões secundárias. No início do jogo, o jogador pode criar um personagem original sem uma história definida, escolher um entre seis "personagens de origem" pré-criados ou um sétimo "personagem de origem" customizável. Cada um dos possíveis personagens jogáveis possui missões únicas em relação aos outros e a certos caminhos, mas sua jogabilidade é similar.

## Desenvolvimento
O primeiro jogo da série, Baldur's Gate foi desenvolvido pela BioWare e pela Black Isle Studios e publicado pela Interplay Entertainment em 1998. O jogo utilizava uma versão licenciada do conjunto de regras de Dungeons & Dragons, especificamente do cenário de Forgotten Realms. O sucesso do jogo levou a uma sequência intitulada Baldur's Gate II: Shadows of Amn, bem como a Icewind Dale e sua sequência e, finalmente, a Planescape: Torment. Entre o fim de 2000 e o início de 2001, a Black Isle Studios começou a desenvolver mais uma sequência, então intitulada Baldur's Gate III: The Black Hound, este foi cancelado em 2003. Segundo o designer-chefe do projeto, Josh Sawyer, o cancelamento ocorreu quando a Interplay perdeu os direitos legais para publicar jogos da série Baldur's Gate para PC.
A propriedade intelectual da série foi procurada por diversos desenvolvedores. Entre eles, Brian Fargo, fundador da Interplay e da inXile Entertainment, e Feargus Urquhart, diretor-executivo da Obsidian Entertainment, tentaram obter os direitos para utilizar a propriedade intelectual por pelo menos uma década. A Larian Studios estava interessada em criar uma sequência na série Baldur's Gate há anos, tendo contactado a Wizards of the Coast, agora proprietária de seus direitos, após o lançamento de Divinity: Original Sin em 2014. Nesse momento, a Wizards of the Coast considerou o estúdio novo demais na indústria para lidar com a licença para a série. A Larian então desenvolveu Divinity: Original Sin II, lançado em setembro de 2017. Materiais publicados antes de seu lançamento impressionaram a Wizards of the Coast, que então questionou a Larian sobre o seu interesse em desenvolver Baldur's Gate III. A Larian aceitou e, enquanto trabalhava para concluir a fase final do desenvolvimento de Divinity: Original Sin II, um pequeno grupo foi formado para criar o documento de design a ser apresentado para a Wizards of the Coast com suas ideias para o jogo.

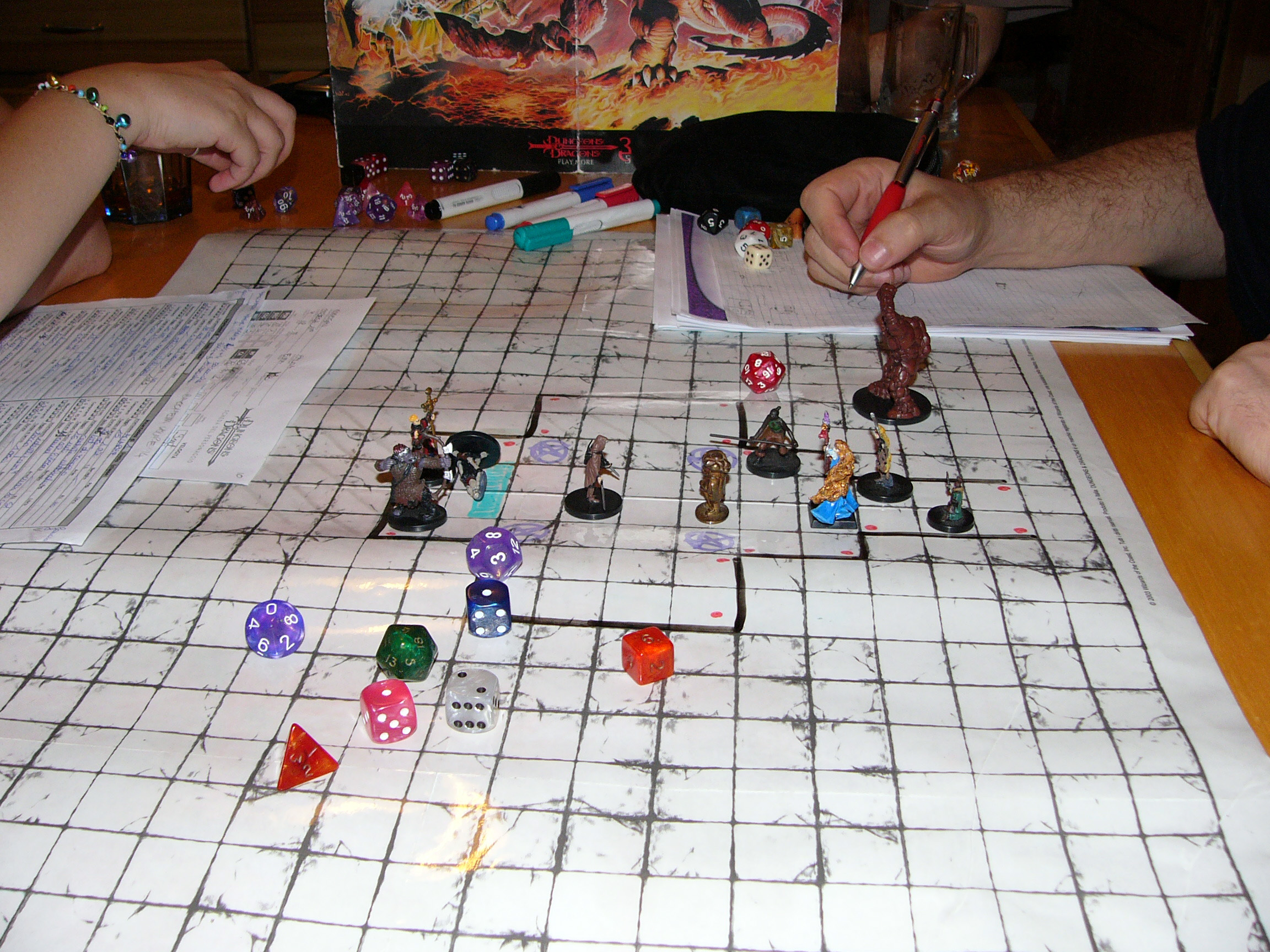
Baldur's Gate III é baseado na quinta edição do RPG de mesa Dungeons & Dragons.

O jogo é baseado nas regras da quinta edição de Dungeons & Dragons, incluindo modificações que a Larian Studios achou necessárias para adaptá-la a um jogo eletrônico. Por exemplo, o sistema de combate é mais favorável ao jogador se comparado ao da versão de mesa, tornando o jogo mais agradável.
A Larian Studios sugeriu um anúncio de Baldur's Gate III na semana anterior à E3 2019. O jogo foi formalmente revelado durante a apresentação da Google sobre a plataforma Stadia logo antes do evento, confirmando seu lançamento também para Windows. A aventura de mesa Baldur's Gate: Descent Into Avernus foi publicada pela Wizards of the Coast em setembro de 2019, e foi descrita como uma "prequência" de Baldur's Gate III. O enredo de Descent Into Avernus se passa cerca de 100 anos depois dos eventos de Baldur's Gate II, e imediatamente antes de Baldur's Gate III. Em 5 de outubro de 2020, a Larian Studios anunciou que o jogo também seria lançado para macOS.
Baldur's Gate III seria originalmente lançado em acesso antecipado em 30 de setembro de 2020, mas esta data foi adiada para 6 de outubro de 2020. A versão de acesso antecipado continha apenas o primeiro ato do jogo, incluindo cerca de 25 horas de conteúdo e um quinto do mapa. O criador de personagens inicialmente incluía uma seleção de 16 raças e seis classes para escolher, com mais planejadas para o lançamento oficial. Conteúdo e funcionalidades adicionais, incluindo o modo multijogador e mais classes, foram gradualmente adicionadas à versão de acesso antecipado através de atualizações, à medida que o desenvolvimento avançava. Jogos salvos em acesso antecipado não puderam ser transferidos para o jogo completo.
O jogo permaneceu em acesso antecipado até seu lançamento em 3 de agosto de 2023. Com o fechamento do Google Stadia em 18 de janeiro de 2023, a versão completa para essa plataforma foi cancelada. Em 23 de fevereiro de 2023, foi anunciado que Baldur's Gate III seria lançado em 31 de agosto de 2023 para macOS, Windows e PlayStation 5. Mais tarde, um anúncio corrigiu que a versão para Windows seria lançada em 3 de agosto, enquanto as versões para macOS e PlayStation 5 seriam lançadas em 6 de setembro. Uma versão para Xbox Series X e Series S teve seu desenvolvimento anunciado pela Larian Studios, mas uma data oficial para seu lançamento não foi confirmada graças a problemas técnicos relacionados ao modo multijogador local no Xbox Series S. A Larian mencionou que o jogo não seria um exclusivo da PlayStation em consoles e poderia ser lançado para Xbox caso os problemas fossem corrigidos. Seu lançamento apra Xbox foi confirmado em agosto de 2023, com um lançamento planejado para o mesmo ano mas com suporte para multijogador local apenas no Xbox Series X. A Spike Chunsoft publicou a versão do jogo para PlayStation 5 no Japão.

## Recepção
A versão para PC de Baldur's Gate III foi "universalmente aclamada" de acordo com o agregador de críticas Metacritic.
Críticos elogiaram a qualidade da escrita, incluindo as representações detalhadas da região de Dungeons & Dragons Faerûn, os enredos entrelaçados permitindo diferentes momentos na história e uma grande abertura para a liberdade do jogador, e os personagens, em especial os companheiros, considerados interessantes e memoráveis. Críticos também elogiaram a qualidade da produção, incluindo a dublagem, as animações faciais e corporais e os cenários detalhados. A implementação das regras da quinta edição de Dungeons & Dragons foi em geral bem recebida, apesar de alguns críticos levantarem a possibilidade de a complexidade do sistema ser assustadora para jogadores que não sejam familiares com a versão de mesa do jogo. A performance do jogo e seus poucos bugs foram destacados, em especial levando em consideração a quantidade e vastidão dos sistemas e interações do jogo. Críticos foram mais divididos pelo sistema de inventário e alguns aspectos da interface do usuário, como a necessidade de administrar o equipamento de vários personagens.
Fraser Brown da PC Gamer chamou o jogo de "o novo pináculo do gênero", enquanto a IGN Portugal o considerou "uma obra-prima imperdível, que estabelece uma nova fasquia no universo dos RPGs" Alex Battaglia da Eurogamer elogiou a performance do jogo para PC, adicionando que "Baldur's Gate III é lançado em um estado polido sem problemas que quebrariam o jogo, humilhando a qualidade técnica de outros grandes lançamentos AAA."

### Vendas
No dia de seu lançamento, Baldur's Gate III registrou cerca de 537 mil jogadores em simultâneo na Steam, alcançando um pico de 875 mil jogadores em 13 de agosto de 2023. Assim, o jogo se tornou um dos dez jogos com o maior pico de jogadores em simultâneo na plataforma. Em 4 de agosto de 2023, o diretor-executivo da Larian Studios, Swen Vincke, revelou que Baldur's Gate III havia vendido 2,5 milhões de cópias para PC durante seu período em acesso antecipado. As vendas do jogo ultrapassaram as expectativas do estúdio.